# Nacht der Wölfe
Nacht der Wölfe ist ein deutscher Kinofilm, der 1981/1982 entstand. Rüdiger Nüchterns Problemfilm um Jugendbanden ist eine in München spielende deutsch-türkische Variante der West Side Story.

## Entstehung
Schluchtenflitzer (1978) kann als „eine Art Vorstudie“ zu Nacht der Wölfe bezeichnet werden. Neben dem Regisseur und dem Filmverlag der Autoren produzierte diesen Film Radio Bremen mit. Der Arbeitstitel war Ein Mond wie ein Messer.

## Inhalt
Die gewalttätigen Revengers, eine deutsche Rockergang, kontrollieren München-Haidhausen. Als der erste türkische Bäcker des Stadtteils sein Geschäft eröffnet, ist plötzlich auch eine türkische Bande, die Bloody Eagles (türkischer Name:  Kenli Kartal), vor Ort. Die Revengers fühlen ihre Vorherrschaft im Viertel bedroht, doch zunächst bleibt es ruhig zwischen den beiden Parteien. Dann zieht Duke, der Leader der Revengers („Aber echt, wir müssen mal wieder was bringen, die haben schon ganz vergessen, dass wir 'ne Kampfclique sind! Die Revengers. Die Rächer!“), dem Bloody Eagle Dogan seine Gang-Jacke ab. Dukes Freundin Daniela, die sich bei den Revengers sexuell und auch anderweitig ausgenutzt fühlt, wechselt die Seiten bzw. erkennt die Sinnlosigkeit des Bandentums in Bezug auf gegenseitiges Kennenlernen und freundet sich mit Dogan an. Als aufgrund eines Versehens Dogan seine Jacke nicht zurückerhält und Duke zudem herausfindet, dass Daniela mit Dogan geht, kommt es zum Bandenkrieg. Als Daniela Duke, nachdem dieser Dogan niedergeschlagen hat, mit einem Messer bedroht und der wieder aufgestandene Dogan ihr zu Hilfe kommt, stürzt der türkische Junge in das Messer seiner Freundin und stirbt. Nach einem Moment der Stille schreit Daniela verzweifelt: „Das ist doch Wahnsinn!“ Damit endet  der Film.

## Kritiken
„Gewalt, Ausländerhaß, Vorurteile auf der einen und eine Romeo-und-Julia-Geschichte auf der anderen Seite stehen sich gegenüber; kritische Milieustudie, die die Problematik von unten erfaßt, aus dem Blickwinkel der Jugendlichen.“

„Actionreiches, aber problembewußtes Kino speziell fürs junge Publikum.“

„Insgesamt auch in seiner didaktischen Absicht ein notwendiger und nützlicher Film.“

## Wirkung
Der Film, der in bundesdeutschen Kinos lief, erschien auch auf Video und wurde im Fernsehen gezeigt.

## Soundtrack
Im Soundtrack des Films ist neben dem von Jörg Evers komponierten Score harte Rockmusik, hauptsächlich „Run if you can“ von Accept, zu hören.